# Elizabeth Kipling
Elizabeth Kipling (3 aprile 1973) è una pentatleta britannica.

## Palmarès
In carriera ha conseguito i seguenti risultati:
- Europei

Sofia 2001: bronzo nel pentathlon moderno staffetta a squadre.